# HK VP70
Die HK VP70 ist eine Reihenfeuerpistole des deutschen Waffenherstellers Heckler & Koch. Die Bezeichnung VP70 steht für vollautomatische Pistole sowie das Einführungsjahr 1970. Die Waffe wird aufgrund ihrer Einfachheit in Fertigung und Handhabung umgangssprachlich auch „Volkspistole“ genannt.
Aufgrund ihres Aufbaus und ihrer Funktion nimmt die VP70 eine Sonderstellung ein. Sie verfügte als eine der ersten Pistolen über ein Griffstück aus Polymer – heute Standard bei den meisten Herstellern. Sie funktioniert – trotz der leistungsstarken Munition – als unverriegelter Rückstoßlader mit Feder-Masse-Verschluss. Dies ermöglicht einen simplen Aufbau, kostengünstige Fertigung und hohe Eigenpräzision (durch den starr eingebauten Lauf), macht aber die Verwendung eines schweren und massigen Verschlussstücks und einer recht strammen Schließfeder erforderlich. Diese Nachteile sind in der Praxis vernachlässigbar, da die VP70 von Anfang an als militärische Handwaffe für Fahrzeugbesatzungen, Artilleristen etc. gedacht war, ein verdecktes Tragen also ohnehin nicht in Betracht kam. Um den starken Rückstoß zu mindern, sind die Züge im Lauf außergewöhnlich tief geschnitten. Dadurch kann der Gasdruck der explodierenden Treibladung am Projektil vorbei durch die Mündung entweichen, noch bevor das Projektil das Rohr verlässt. Die von der VP70 erreichte Mündungsgeschwindigkeit ist somit niedriger als bei anderen Pistolen vergleichbarer Rohrlänge.
Die Waffe verfügt außer einem Zerlegehebel, der Magazinhalterung und einer Druckknopfsicherung (auf den Abzug wirkend) über keine weiteren Bedienelemente. Als eine der ersten Selbstladepistolen wies die VP70 einen reinen Spannabzug (Double-Action-Only, DAO) auf, was heute als wegweisend für den Bau von Dienstpistolen gilt.

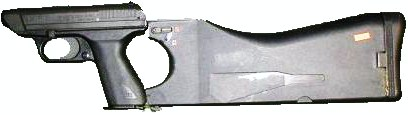
VP70 mit Anschlagschaft

Zur VP70 gehörte ein Anschlagschaft, der zugleich als Tragebehälter dient (dies ist historisch von der Mauser-Pistole C96 und der langen Pistole 08 geläufig). Der Anschlagschaft enthält zugleich eine Mechanik mit Feuerwahlhebel, über die sich bei Verwendung des Anschlagschaftes die VP70 als vollautomatische Reihenfeuerpistole mit Drei-Schuss-Feuerstößen sehr hoher theoretischer Kadenz von etwa 2200 Schuss/Minute schießen lässt – heute als Drei-Schuss-Feuerstoß ein verbreitetes Merkmal militärischer Maschinenpistolen und Sturmgewehre. Durch ihre Einsatzmöglichkeit nahm die VP70 das heute aktuelle Konzept der subkompakten MP als „Personal Defence Weapon“ vorweg.
Die VP70 ist als Vollautomat ein „verbotener Gegenstand“ nach dem Waffengesetz, ihr Besitz ist Privatpersonen grundsätzlich nicht erlaubt. Für den Zivilmarkt wurde daher zeitweise das Modell VP70-Z produziert, das so abgeändert ist, dass sich der Anschlagschaft mit der Feuerwahleinrichtung nicht anbringen oder verwenden lässt. Ein kommerzieller Erfolg blieb der Pistole vor allem wegen ihrer Abmessungen und des hohen Abzugsgewichts verwehrt. Die VP70-Z gilt heute als von Sammlern gesuchter Exot der Waffengeschichte.